# Sasseville Roy
Pour les articles homonymes, voir Roy.
Joseph Sasseville Roy (21 août 1895 - 10 avril 1970) est un homme d'affaires et homme politique fédéral du Québec.

## Biographie
Sasseville Roy est né à Cap-Chat en Gaspésie, le 21 août 1895. Il était le descendant de Louis Roy, pionnier et maire de Cap-Chat au XIXe siècle. Fils d'une famille pauvre et nombreuse, sa mère mourut alors qu’il avait trois ans. Forcé de travailler très jeune afin de subvenir aux besoins de sa famille, il quittera l'école en troisième année du primaire. Il commencera ainsi à gagner sa vie sur des chantiers, notamment des camps de bûcheron du nord de la Gaspésie.
Physiquement habile et doué aux armes à feu, en 1917, M. Roy se fait offrir un poste d'instructeur de tir au fusil dans l'Armée canadienne. Il occupera ces fonctions jusqu'à la fin du conflit, sans être envoyé au front.

### En Abitibi
M. Roy s'établit à La Reine, en Abitibi. Il y tiendra un magasin général, pourvoyant aux besoins des colons venant ouvrir les routes, les champs, les villages, et travaillera parallèlement comme agent de la colonisation. Devant la situation de grande pauvreté des colons de l'Abitibi, M. Roy s'intéressera également à la politique. Suivant ses convictions, il militera pour le Parti conservateur et se présentera comme candidat aux élections de 1927 et 1931 dans sa circonscription d'Abitibi. À la suite de cette dernière élection, remportée par surprise par le Parti libéral, il commentera les manœuvres frauduleuses et les irrégularités qui lui ont coûté l'élection : «  Nous [les conservateurs] avons été magistralement roulés à travers la province. Ici, ils l’ont simplement volée ».

### Retour en Gaspésie
En 1932, M. Roy revint s'installer à Cap-Chat avant de s'établir définitivement à Gaspé, en 1936, où il fera la connaissance du Dr Camille Pouliot. Appuyant l'Union nationale, M. Roy continuera à travailler pour le ministère de la colonisation. À partir de 1936, lui et le Dr Pouliot deviendront de proches collaborateurs puis s'entraideront dans leurs campagnes électorales et au-delà de la politique. Cela lui vaudra la nomination de directeur du nouveau Parc de la Gaspésie - projet présenté en 1937 par le député unioniste de Gaspé-Nord, Alphonse Pelletier. M. Roy verra à l'aménagement du parc, de même qu'à la construction de routes, de chalets et d'une résidence permanente.

### Carrière politique
Aux élections fédérales de 1940, Sasseville Roy est élu député conservateur dans la circonscription de Gaspé. Dans un contexte de guerre, les subventions pour le développement des régions éloignées devenaient plus difficiles à obtenir. Les besoins de régions comme la Gaspésie pouvaient être difficilement entendus. Dénonçant cette situation, Sasseville Roy soulèvera de nombreuses inquiétudes chez le gouvernement en rapportant la présence de sous-marins allemands (U-boat) dans le fleuve Saint-Laurent. Citant des témoignages de pêcheurs ayant rescapé des survivants à bord de leurs bateaux, on retrouvera notamment des traces de bataille près de Rimouski, L'Anse-au-Verseau, Cloridorme, L'Anse-au-Griffon et Cap-des-Rosiers. 
Le 8 septembre 1942, le sous-marin U-517 lancera une torpille vers le bateau Meadcliff Hall. Mais l’engin ratera sa cible et frappera plutôt le cap de Saint-Yvon. La détonation retentit dans le village. L’explosion fait même éclater des fenêtres de maisons, créant tout un émoi. Toutefois, malgré ses revendications et ses interpellations du ministre de la Défense nationale, Angus L. MacDonald, M. Roy obtiendra peu de réponses sur les réactions des forces armées. L'année suivante, le 15 mars 1943, le député reviendra à la charge en affirmant que les autorités canadiennes avaient une très bonne idée de la position d'un sous-marin allemand aperçu à Cap-des-Rosiers par le gardien de phare. Toutefois, aucun avion ou corvette (contre-torpilleur) ne sera envoyé sur les lieux. Ce que l'on apprendra par la suite, c'est que la stratégie prévue par le gouvernement en cas d'invasion nazie était une politique de terre brûlée. Le territoire serait abandonné. Les installations civiles et militaires seraient détruites, ne laissant rien que des ruines fumantes aux ennemis. Finalement, entre 1942 et 1944, on comptera la perte de 25 navires par des attaques d'U-Boat allemands, avec au total 340 victimes. « La population civile savait surveillait ce qui allait se produire, tandis que seules la marine et l'armée de l'air semblaient l'ignorer », déclarera le député Roy. 
Pendant ces années, M. Roy, fera également la connaissance de l'historien Robert Rumilly, résidant alors à Ottawa et fréquentant souvent les politiciens du parlement fédéral dans le cadre de ses recherches. À la suite d'une discussion portant sur la question d'autonomie provinciale, M. Roy entraînera une première rencontre entre l'historien et le chef de l'Union nationale, Maurice Duplessis. Ayant appris par Roy la teneur favorable des propos de l'historien sur cette question, Duplessis lui téléphonera ensuite pour le rencontrer.
Parallèlement, M. Roy mènera une lutte contre la conscription. Farouchement opposé à la participation obligatoire (politique favorisée pourtant par son parti), en septembre 1941, le seul député conservateur du Québec quitte le parti avec grand fracas. M. Roy siégera désormais comme député conservateur indépendant. L'année suivante, pendant une élection partielle dans le comté de Charlevoix, il fera campagne aux côtés du juge Frédéric Dorion, militant lui aussi comme candidat conservateur indépendant. Bientôt, les deux hommes seront rejoints par plusieurs autres députés issus du Parti libéral et du Parti conservateur, opposés à la conscription. Malgré le reflet de ses convictions dans la population gaspésienne (qui votera à 78 % contre la conscription), M. Roy sera défait à l'élection fédérale de 1945 par le libéral Léopold Langlois.

### Après la guerre
Après la guerre, M. Roy prendra en main la construction d'un sanatorium à Gaspé. Suivant les volontés de l'évêque de Gaspé, Mgr François-Xavier Ross, M. Roy profitera de ses liens avec le premier ministre Duplessis et son ami Camille Pouliot afin d'obtenir une subvention pour son projet. Il dirigera la corporation du Sanatorium de Gaspé, veillera à la construction, puis en sera le premier administrateur. Après 5 ans de travaux, le Sanatorium Mgr Ross de Gaspé est officiellement inauguré le 15 septembre 1951, en présence du premier ministre Duplessis.
Par la suite, M. Roy s'associera avec un homme d'affaires de la région, Russell Keays, afin de se porter acquéreur du chantier maritime de Gaspé, de la compagnie Gaspé Ship Building, de même que d'un moulin à scie du Parc de la Gaspésie, servant à alimenter cette même compagnie.
Sasseville Roy meurt à Gaspé, le 10 avril 1970, à l'âge de 74 ans.

## Famille
Sasseville Roy a épousé Hélène Baillargeon (fille de Trefflé Baillargeon) en 1920. De leur union sont nés 4 fils : Paul-Émile, Jean-Marc, Roch (1924 - 1985, avocat puis juge à la cour provinciale du Québec de 1978 jusqu'à sa mort) et Philippe (1928 - 1984, médecin et maire de Gaspé de 1965 à 1975). Après la Seconde guerre mondiale, Hélène Baillargeon meurt d'un cancer de l'estomac. Il épouse en secondes noces Maria Jalbert, en 1951. De leur union naîtra une fille, Marie Roy.